# Mario Cecchi Gori
Mario Cecchi Gori (Brescia, 21 de marzo de 1920 – Roma, 5 de noviembre de 1993) fue un productor de cinema italiano, que produjo más de 200 películas de directores como Damiano Damiani, Dino Risi, Ettore Scola, Federico Fellini y Mario Monicelli.

## Biografía
Inicialmente era ayudante de Dino De Laurentiis y también de Vittorio De Sica, a finales de los 50 comenzó a producir películas con empresas como Maxima Cinematografica, Fair cinematografica, Capital Cinematografica, creada en 1984 Cecchi Gori Silver Film y en 1988 Cecchi Gori Group Tiger Cinematografica. Se centró en actores como Totò, Alberto Sordi y Vittorio Gassman.
Desde 1980 su hijo Vittorio comenzó a colaborar con él. A partir de mediados de los 80 entró también en la distribución de cine, así como en la producción de películas populares, ocupando el lugar de grandes empresas italianas que, mientras tanto, habían reduci su posición en el mercado, como Cineriz y Titanus. En 1990 la Mario & Vittorio Cecchi Gori se fusionó con la Silvio Berlusconi Communications dando vida a Penta Film, dedicada a la producción y distribución cinematográfica y televisiva.
Produjo entre otras, películas como Lamerica de Gianni Amelio (que recibió el premio a la mejor película a los Premios del Cine Europeo de 1994), y Il postino de Michael Radford y Massimo Troisi de 1994, que fue la segunda películas en lengua no inglesa] (despyés de Gritos y susurros de Ingmar Bergman, de 1972) en ser nominada a la categoría de mejor película en los Óscar de 1996.
Murió en Roma por problemas cardíacos el 5 de noviembre de 1993. Del 1990 al 1993 fue presidente de la Fiorentina, y tras su muerte, le sucedió su hijo Vittorio.

## Premios y reconocimientos
David di Donatello
- 1964: Targa d'oro
- 1967: millor productor - Il tigre
- 1971: David Especial
- 1980: millor productor - Mani di velluto
- 1990: mejor productor - Turné
- 1991: David a la carrera

Nastro d'argento
- 1972: mejor productor
- 1982: mejor productor
- 1989: mejor productor
- 1991: mejor productor
- 1995: mejor productor

## Filmografía parcial
- Ladro lui, ladra lei, dirigida por Luigi Zampa (1958)
- Totò nella Luna, dirigida por Stefano Vanzina (1958)
- Racconti d'estate, dirigida por Gianni Franciolini (1958)
- Tempi duri per i vampiri, dirigida por Stefano Vanzina (1958)
- I tartassati, dirigida por Stefano Vanzina (1959)
- Gastone, dirigida por Mario Bonnard (1959)
- Il mattatore, dirigida por Dino Risi (1959)
- Un amore a Roma, dirigida por Dino Risi (1960)
- A porte chiuse, dirigida por Dino Risi (1961)
- La marcia su Roma, dirigida por Dino Risi (1962)
- Il sorpasso, dirigida por Dino Risi (1962)
- I mostri, dirigida por Dino Risi (1963)
- Il successo, dirigida por Mauro Morassi (1963)
- Se permettete parliamo di donne, dirigida por Ettore Scola (1964)
- Il gaucho, dirigida por Dino Risi (1965)
- La congiuntura, dirigida por Ettore Scola (1965)
- Slalom, dirigida por Luciano Salce (1965)
- Adulterio all'italiana, dirigida por Pasquale Festa Campanile (1966)
- L'armata Brancaleone, dirigida por Mario Monicelli (1966)
- L'arcidiavolo, dirigida por Ettore Scola (1966)
- Le piacevoli notti, dirigida por Armando Crispino i Luciano Lucignani (1966)
- Il tigre, dirigida por Dino Risi (1967)
- Lo scatenato, dirigida por Franco Indovina (1967)
- Ti ho sposato per allegria, dirigida por Luciano Salce (1967)
- La pecora nera, dirigida por Luciano Salce (1968)
- Sissignore, dirigida por Ugo Tognazzi (1968)
- Il profeta, dirigida por Dino Risi (1968)
- Dove vai tutta nuda?, dirigida por Pasquale Festa Campanile (1969)
- L'arcangelo, dirigida por Giorgio Capitani (1969)
- Un detective, dirigida por Romolo Guerrieri (1969)
- Il divorzio, dirigida por Romolo Guerrieri (1970)
- La Califfa, dirigida por Alberto Bevilacqua (1970)
- Brancaleone alle crociate, dirigida por Mario Monicelli (1970)
- La collera del vento, dirigida por Mario Camus (1970)
- Basta guardarla, dirigida por Luciano Salce (1970)
- L'istruttoria è chiusa: dimentichi (tante sbarre), dirigida por Damiano Damiani (1971)
- Il provinciale, dirigida por Luciano Salce (1971)
- Che c'entriamo noi con la rivoluzione?, dirigida por Sergio Corbucci (1972)
- Questa specie d'amore, dirigida por Alberto Bevilacqua (1972)
- Il sindacalista, dirigida por Luciano Salce (1972)
- Senza famiglia, nullatenenti cercano affetto, dirigida por Vittorio Gassman (1972)
- La polizia è al servizio del cittadino?, dirigida por Romolo Guerrieri (1973)
- ...altrimenti ci arrabbiamo!, dirigida por Marcello Fondato (1974)
- Perché si uccide un magistrato, dirigida por Damiano Damiani (1974)
- Il cittadino si ribella, dirigida por Enzo G. Castellari (1974)
- L'anatra all'arancia, dirigida por Luciano Salce (1975)
- Vai gorilla, dirigida por Tonino Valerii (1975)
- Bluff - Storia di truffe e di imbroglioni, dirigida por Sergio Corbucci (1976)
- Remo e Romolo - Storia di due figli di una lupa, dirigida por Mario Castellacci, Pier Francesco Pingitore (1976)
- Nerone, dirigida por Mario Castellacci, Pier Francesco Pingitore (1976)
- La presidentessa, dirigida por Luciano Salce (1977)
- Il prefetto di ferro, dirigida por Pasquale Squitieri (1977)
- Goodbye & Amen, dirigida por Damiano Damiani (1977)
- Un uomo in ginocchio, dirigida por Damiano Damiani (1979)
- Mani di velluto, dirigida por Castellano e Pipolo (1979)
- L'avvertimento, dirigida por Damiano Damiani (1980)
- Mi faccio la barca, dirigida por Sergio Corbucci (1980)
- Non ti conosco più amore, dirigida por Sergio Corbucci (1980)
- Mia moglie è una strega, dirigida por Castellano e Pipolo (1980)
- Il bisbetico domato, dirigida por Castellano e Pipolo (1980)
- Asso, dirigida por Castellano e Pipolo (1981)
- Innamorato pazzo, dirigida por Castellano e Pipolo (1981)
- Delitto al ristorante cinese, dirigida por Bruno Corbucci (1981)
- Grand Hotel Excelsior, dirigida por Castellano & Pipolo (1982)
- Delitto sull'autostrada, dirigida por Bruno Corbucci (1982)
- Bingo Bongo, dirigida por Pasquale Festa Campanile (1982)
- Borotalco, dirigida por Carlo Verdone (1982)
- Attila flagello di Dio, dirigida por Castellano e Pipolo (1982)
- La casa stregata, dirigida por Bruno Corbucci (1982)
- Acqua e sapone, dirigida por Carlo Verdone (1983)
- Sing Sing, dirigida por Sergio Corbucci (1983)
- I due carabinieri, dirigida por Carlo Verdone (1984)
- Vacanze in America, dirigida por Carlo Vanzina (1984)
- Amarsi un po', dirigida por Carlo Vanzina (1984)
- Delitto in Formula Uno, dirigida por Bruno Corbucci (1984)
- Sotto... sotto... strapazzato da anomala passione, dirigida por Lina Wertmüller (1984)
- Pizza Connection, dirigida por Damiano Damiani (1985)
- Lui è peggio di me, dirigida por Enrico Oldoini (1985)
- Joan Lui - Ma un giorno nel paese arrivo io di lunedì, dirigida por Adriano Celentano (1985)
- Il burbero, dirigida por Castellano e Pipolo (1985)
- Il pentito, dirigida por Pasquale Squitieri (1985)
- Sono un fenomeno paranormale, dirigida por Sergio Corbucci (1985)
- Grandi magazzini, dirigida por Castellano e Pipolo (1986)
- Scuola di ladri, dirigida por Neri Parenti (1986)
- Via Montenapoleone, dirigida por Carlo Vanzina (1986)
- I miei primi 40 anni, dirigida por Carlo Vanzina (1987)
- Io e mia sorella, dirigida por Carlo Verdone (1987)
- 7 chili in 7 giorni, dirigida por Luca Verdone (1987)
- Noi uomini duri, dirigida por Maurizio Ponzi (1987)
- Scuola di ladri - Parte seconda, dirigida por Neri Parenti (1987)
- Missione eroica - I pompieri 2, dirigida por Giorgio Capitani (1987)
- Il tenente dei carabinieri, dirigida por Maurizio Ponzi (1987)
- La leggenda del santo bevitore, dirigida por Ermanno Olmi (1988)
- Fantozzi va in pensione, dirigida por Neri Parenti (1988)
- Caruso Pascoski di padre polacco, dirigida por Francesco Nuti (1988)
- Il piccolo diavolo, dirigida por Roberto Benigni (1988)
- Il volpone, dirigida por Maurizio Ponzi (1988)
- Compagni di scuola, dirigida por Carlo Verdone (1988)
- Mia moglie è una bestia, dirigida por Castellano e Pipolo (1988)
- Splendor, dirigida por Ettore Scola (1989)
- Che ora è?, dirigida por Ettore Scola (1989)
- Ho vinto la lotteria di capodanno, dirigida por Neri Parenti (1989)
- Il bambino e il poliziotto, dirigida por Carlo Verdone (1989)
- Volevo i pantaloni, dirigida por Maurizio Ponzi (1990)
- Le comiche, dirigida por Neri Parenti (1990)
- Fantozzi alla riscossa, dirigida por Neri Parenti (1990)
- Tre colonne in cronaca, dirigida por Carlo Vanzina (1990)
- Il viaggio di Capitan Fracassa, dirigida por Ettore Scola (1990)
- Dimenticare Palermo, dirigida por Francesco Rosi (1990)
- Stasera a casa di Alice, dirigida por Carlo Verdone (1990)
- La voce della Luna, dirigida por Federico Fellini (1990)
- Willy Signori e vengo da lontano, dirigida por Francesco Nuti (1990)
- Il sole buio, dirigida por Damiano Damiani (1990)
- Johnny Stecchino, dirigida por Roberto Benigni (1991)
- Zitti e mosca, dirigida por Alessandro Benvenuti (1991)
- Il muro di gomma, dirigida por Marco Risi (1991)
- La setta, dirigida por Michele Soavi (1991)
- Pensavo fosse amore... invece era un calesse, dirigida por Massimo Troisi (1991)
- Volere volare, dirigida por Maurizio Nichetti, Guido Manuli (1991)
- Le comiche 2, dirigida por Neri Parenti (1991)
- Piedipiatti, dirigida por Carlo Vanzina (1991)
- Miliardi, dirigida por Carlo Vanzina (1991)
- Infelici e contenti, dirigida por Neri Parenti (1991)
- Puerto Escondido, dirigida por Gabriele Salvatores (1992)
- Ricky & Barabba, dirigida por Christian De Sica (1992)
- Io speriamo che me la cavo, dirigida por Lina Wertmuller (1992)
- Maledetto il giorno che t'ho incontrato, dirigida por Carlo Verdone (1992)
- Arriva la bufera, dirigida por Daniele Luchetti (1992)
- Nel continente nero, dirigida por Marco Risi (1992)
- Al lupo, al lupo, dirigida por Carlo Verdone (1992)
- L'angelo con la pistola, dirigida por Damiano Damiani (1992)
- Fantozzi in paradiso, dirigida por Neri Parenti (1993)
- Il segreto del bosco vecchio, dirigida por Ermanno Olmi (1993)
- Caino e Caino, dirigida por Alessandro Benvenuti (1993)
- Condannato a nozze, dirigida por Giuseppe Piccioni (1993)
- Ci hai rotto papà, dirigida por Castellano e Pipolo (1993)
- Le nuove comiche,  dirigida por Neri Parenti (1994)
- Perdiamoci di vista,  dirigida por Carlo Verdone (1994)
- Il postino,  dirigida por Michael Radford (1994)
- Cari fottutissimi amici,  dirigida por Mario Monicelli (1994)
- Lamerica,  dirigida por Gianni Amelio (1994)
- Una pura formalità,  dirigida por Giuseppe Tornatore (1994)
- Il toro,  dirigida por Carlo Mazzacurati (1994)
- Il branco,  dirigida por Marco Risi (1994)
- OcchioPinocchio, dirigida por Francesco Nuti (1994)